# Wancun (sockenhuvudort i Kina, Jiangxi Sheng, lat 28,71, long 117,47)
Wancun (kinesiska: 万村) är en sockenhuvudort i Kina. Den ligger i provinsen Jiangxi, i den sydöstra delen av landet, omkring 150 kilometer öster om provinshuvudstaden Nanchang. Antalet invånare är 13 725. Befolkningen består av 6 631 kvinnor och 7 094 män. Barn under 15 år utgör 26,0 %, vuxna 15-64 år 65 %, och äldre över 65 år 7,0 %.
Runt Wancun är det ganska tätbefolkat, med 222 invånare per kvadratkilometer. Närmaste större samhälle är Zhangcun, 10,1 km nordost om Wancun. I omgivningarna runt Wancun växer i huvudsak blandskog.
Genomsnittlig årsnederbörd är 2 757 millimeter. Den regnigaste månaden är juni, med i genomsnitt 493 mm nederbörd, och den torraste är oktober, med 41 mm nederbörd.